# توماس بان
توماس بان هو سياسي كندي، ولد في 16 مايو 1830 في Red River Colony ‏، وتوفي في 11 أبريل 1875 في Rural Municipality of St. Clements ‏ في كندا. انتخب member of the Legislative Assembly of Assiniboia ‏ (9 مارس 1870 – 24 يونيو 1870).